# 화정어린이도서관
화정어린이도서관은 경기도 고양시 덕양구 소재의 어린이 도서관이다.

## 연혁
- 2007년 6월 27일 고양시립화정어린이도서관 개관

## 시설현황
- 3층: 어울림터, 쉼터
- 2층: 책사랑(어린이세계문학 및 역사도서, 부모도서), 동아리방, 전시공간, 사무실
- 1층: 보물단지(아기책, 그림책, 영어원서, 묵점자도서, 참고도서, 특화도서, 어린이도서) 아기도서관, 이야기방, 나비잠
- 지하 1층: 서고

## 이용 안내
이용 시간
- 평일(화~금요일), 주말 : 09:00 ~ 18:00

휴관일
- 매주 월요일